# Bunchosia emarginata
Bunchosia emarginata är en tvåhjärtbladig växtart som beskrevs av Eduard August von Regel. Bunchosia emarginata ingår i släktet Bunchosia och familjen Malpighiaceae. Inga underarter finns listade i Catalogue of Life.